# Синдром белого носа

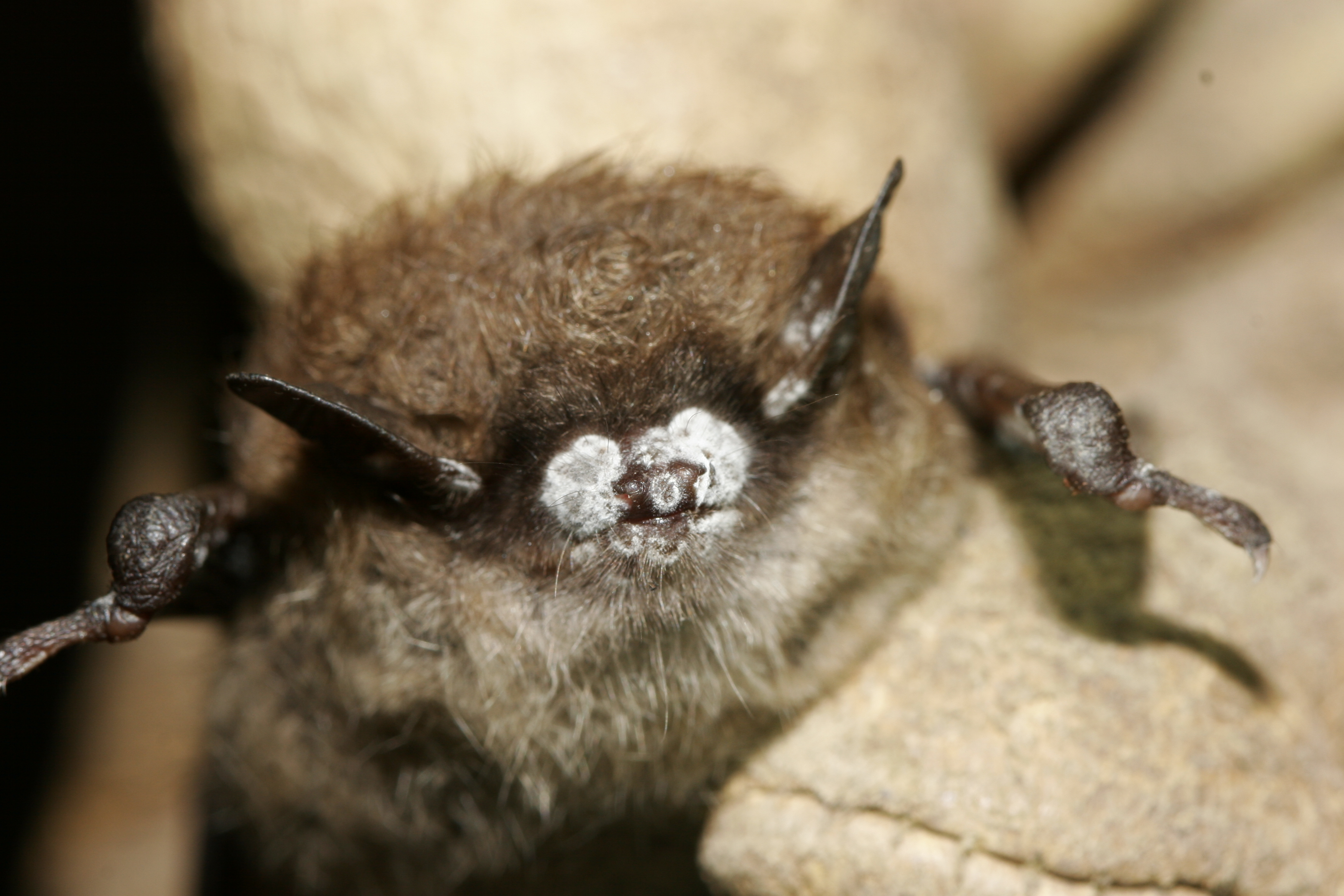
Малая бурая ночница с синдромом белого носа, Нью-Йорк, 2008

Синдро́м бе́лого но́са (WNS; англ. White-nose syndrome) — заболевание летучих мышей, связанное по меньшей мере с 5,7 миллионами случаев гибели рукокрылых. Название заболевания связано с характерными симптомами на теле животного, из-за которых кажется, будто нос летучей мыши загрязнен тальком; на самом деле белые порошкообразные пятна, которые могут распространяться и на уши, голову и крылья, образованы мицелием аскомикотового грибка Pseudogymnoascus destructans (Blehert & Gargas) Minnis & DL Lindner (также известного как Geomyces destructans). Синдромом белого носа могут болеть 11 видов рукокрылых Америки и 13 видов европейских летучих мышей.

## История
В марте 2007 года группа биологов из Государственного университета штата Нью-Йорк в Олбане под руководством Алана Гикса проводила в одной из пещер плановый учёт рукокрылых. Однако в пещере вместо привычных зимующих летучих мышей, висящих головой вниз, учёные нашли немало мёртвых животных на полу. Животные, которые ещё были живы, имели характерное белое пятно на носу. Массовая гибель зимующих летучих мышей наблюдалась и в последующие годы на всё большей территории. Позже выяснилось, что летучих мышей с белыми носами впервые в США сфотографировали в феврале 2006 года в округе Скохари, Нью-Йорк. Этот округ считается эпицентром инфекции на американском континенте.

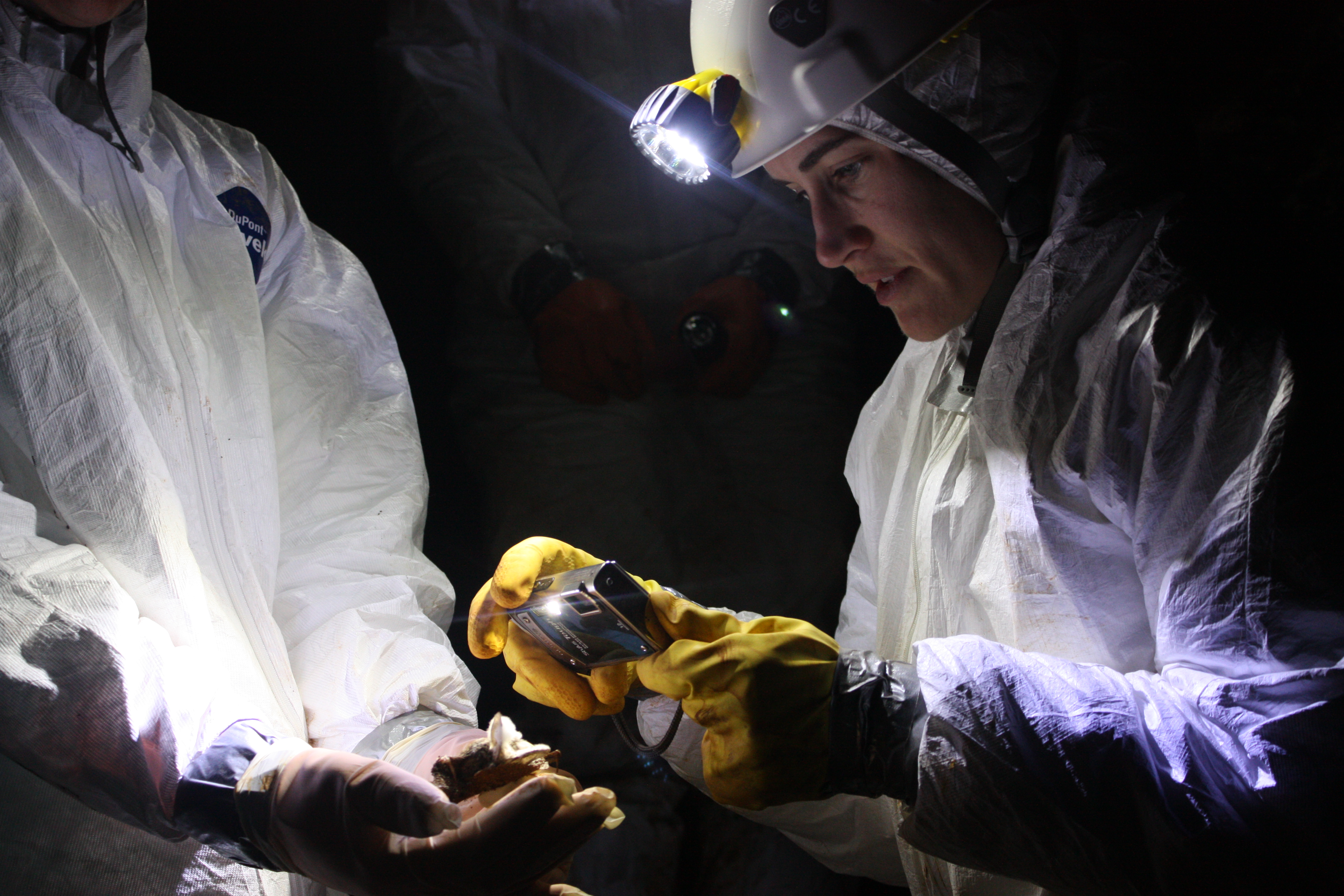
Специалисты Комиссии по вопросам диких ресурсов Северной Каролины фотографируют найденную в шахте мертвую летучую мышь.

В 2009 году в журнале Science появилась публикация о взаимосвязи между высокой смертностью летучих мышей и их заражением неизвестным грибком. Наиболее чувствительным к новому патогену оказались популяции малой бурой ночницы — одного из самых многочисленных видов Северной Америки, а также летучие мыши видов Myotis septentrionalis, Eptesicus fuscus, Perimyotis subflavus.
В 2011 году коллектив соавторов экспериментально доказал, что собственно грибок вида Pseudogymnoascus destructans вызывает WNS, утвердив постулаты Коха для этого возбудителя. Выяснено, что грибок передается контактным путём.
В то же время было обнаружено, что грибок этого же вида заражает и летучих мышей Европы, но почему-то не вызывает в местных популяциях столь резкого падения численности. По фотографиям, сделанным в Чехии и Словакии, становится понятно, что синдром белого носа здесь присутствует по меньшей мере с 1995 года.
В 2012 году Служба охраны рыбных ресурсов и диких животных США доложила, что грибковой инфекцией уничтожено 5,7-6,7 миллионов летучих мышей; численность популяций в отдельных пещерах уменьшилась на 95-100 %. Такие потери приносят сельскому хозяйству ущерб, который оценивается в 3 миллиарда долларов ежегодно. В этом же году выяснены механизмы влияния грибка на организм рукокрылых, приводящие к их гибели.
Между тем, географическое распространение WNS ежегодно увеличивается. По состоянию на апрель 2018 года заболевание обнаружено в 34 штатах США и 5 провинциях Канады.

## Патогенез
Многие виды летучих мышей умеренных широт на зиму впадают в спячку. Некоторые виды мигрируют на достаточно большие расстояния до мест массовой (до нескольких тысяч особей) зимовки, в пещеры, штольни и т. д. Во время спячки температура тела животного снижается на 10-15 °C, что является следствием замедления обмена веществ, иммунная система животного находится в неактивном состоянии. После того как летучие мыши собираются в многотысячные скопления, начинается спаривание, а многие виды рукокрылых спариваются промискуитетно.
Все эти особенности биологии летучих мышей способствуют распространению и развитию грибка. Pseudogymnoascus destructans является психрофильным видом, то есть его размножение происходит при температуре близкой к 0 °C. Контакт животных во время спаривания позволяет спорам заразить больше особей, а охлаждение тела животного и ослабленное функционирование иммунной системы позволяют гифам грибка развиться на коже.
На 50-60 день сказывается обезвоживание организма и повреждение кожи. Летучая мышь выходит из состояния спячки и начинает относительно длительную фазу активности. Полёт уничтожает внутренние запасы жира животного, и оно умирает на 70-100 сутки после инфицирования из-за нехватки корма, повреждения кожи и низких температур.

## Распространение

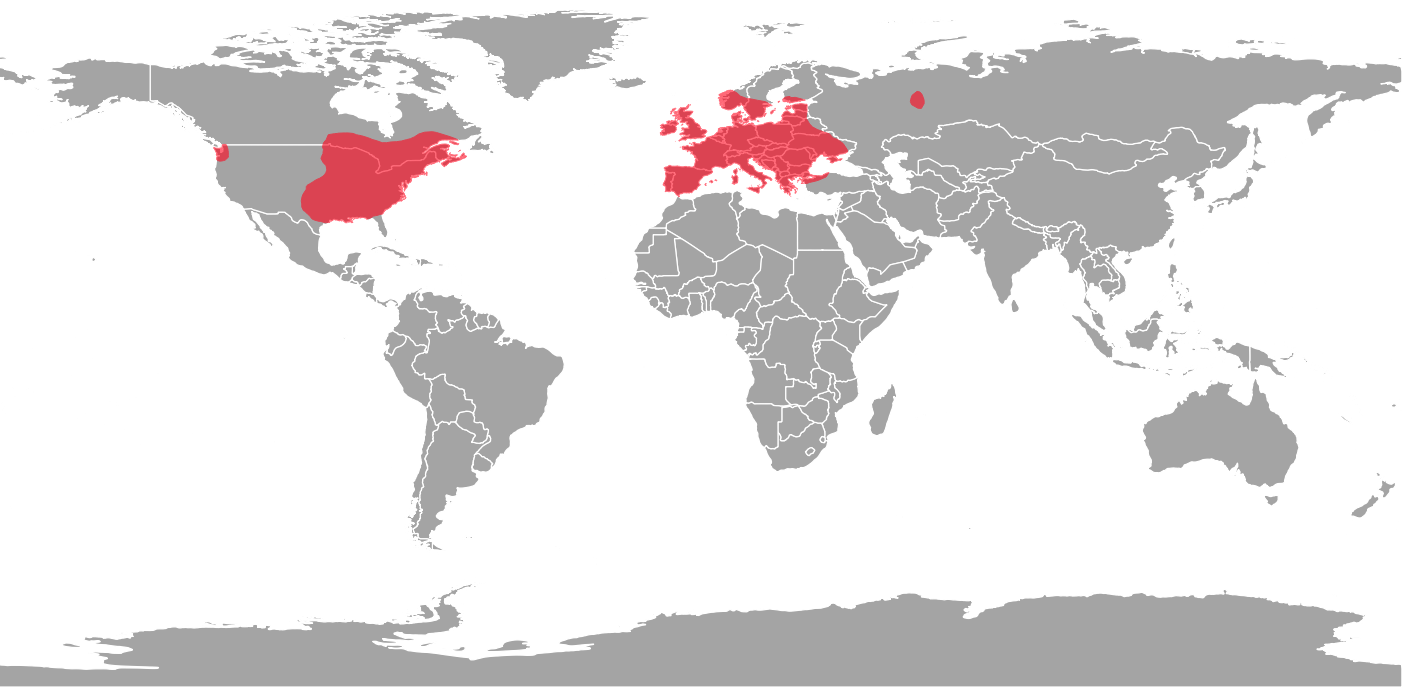
Распространение синдрома белого носа в мире (на начало 2018 года)

Появление в штате Нью-Йорка WNS-положительных летучих мышей является первой регистрацией синдрома белого носа в Америке, однако считается, что в Европе особи с этим грибком регистрируются с 1995 года. Синдром белого носа в Европе не редкость, однако он не вызывает такой массовой гибели летучих мышей, как в Америке.
Одно время считалось, что североамериканский Pseudogymnoascus destructans в Америке присутствует давно, но неизвестно, мутировал ли он или стал патогенным под действием факторов окружающей среды, в отличие от европейского штамма. Однако исследования показывают, что на самом деле североамериканские виды летучих мышей более чувствительны к грибку (как североамериканскому, так и европейскому). Пока известно, что европейский Pseudogymnoascus destructans занесён в Америку, причём, вероятно, человеком.
На территории Европы синдром белого носа распространён от Екатеринбурга до запада Франции, от Таллина до севера Турции; обнаружен во Франции, Бельгии, Нидерландах, Дании, Германии, Швейцарии, Австрии, Чехии, Польше, Словакии, Венгрии, Румынии, Украине, Эстонии, Турции, России.
В Северной Америке синдром белого носа распространён в восточных штатах, однако ареал дошёл и до западного побережья, также наблюдается в юго-восточных провинциях Канады.
Pseudogymnoascus destructans заражает такие американские виды летучих мышей, как индианская ночница, Myotis grisescens, Myotis lucifugus, Myotis septentrionalis, Eptesicus fuscus, Perimyotis subflavus, Myotis leibi, пещерная ночница, ушан Таунсенда, пещерная ночница, Lasionycteris noctivagans, Myotis austroriparius; в Европе паразитирует на длинноухой ночнице, остроухой ночнице, ночнице Брандта, большой ночнице, водяной ночнице, усатой ночнице, северном кожанке, малом подковоносе, европейской широкоушке, буром ушане и ночнице Наттерера.